# Řády, vyznamenání a medaile Mosambiku
Systém státních vyznamenání Mosambiku byl schválen Shromážděním republiky v březnu 2011. Skládá se ze dvou čestných titulů, pěti řádů a několika medailí. Ocenění spravuje Národní komise pro vyznamenání a dekorace. Udílena jsou úřadujícím prezidentem republiky na základě doporučení Shromáždění republiky, provinční či ústřední vlády, ozbrojených sil či vzdělávacích institucí.

## Čestné tituly
- Hrdina Mosambické republiky je udílen občanům Mosambiku za činy hrdinství.
- Čestný občan Mosambické republiky je udílen cizím státním příslušníkům za jejich pomoc během Mosambické války za nezávislost a za pomoc při rozvoji státu.

## Řády
- Řád Eduarda Mondlaneho je nejvyšším mosambickým řádem. Pojmenován je po Eduardu Mondlanemu, zakladateli FRELIMO, jenž byl zabit v roce 1969 během výbuchu bomby v ústředí FRELIMO v Dar es Salaamu v Tanzanii.
- Řád Samory Machela je pojmenován po prvním prezidentu republiky Samoru Machelovi.
- Řád 25. června je pojmenován po dni, kdy získala republika nezávislost na Portugalsku. Udílen je občanům Mosambiku i cizím státním příslušníkům za jejich přínos k zisku národní nezávislosti.
- Vojenský řád 25. září je pojmenován po datu zahájení ozbrojeného boje proti portugalské koloniální nadvládě. Udílen je za mimořádné zásluhy prokázané během boje za nezávislost, za obranu suverenity země a za mírové mise.
- Řád 4. října je pojmenován podle data podpisu Římské mírové dohody mezi FRELIMO a RENAMO, která tak ukončila občanskou válku v Mosambiku. Udílen je za mimořádné činy pro zachování míru.

## Medaile
- Medaile pro veterány osvobozeneckých bojů
- Medaile Nachingwea byla pojmenována podle hlavní základny FRELIMO v Tanzanii během Mosambické války o nezávislost.
- Medaile Bagamoyo byla pojmenována po tanzanském přímořském městě Bagamoyo, ve kterém se nacházela Střední škola FRELIMO a také zde probíhal odborný výcvik bojovníků za svobodu.